# Johanna av England
Johanna av England, född på Château d'Angers i Anjou 1165, död 1199, var en drottning av Sicilien och en grevinna av Toulouse, gift 1177 med kung Vilhelm II av Sicilien, och 1196 med greve Raymond VII av Toulouse.

## Biografi
Johanna var sin bror kung Rickards favoritsyster. Hon fick en son under sitt första äktenskap; Bohemond, född 1181, som dog som spädbarn. Efter Vilhelms död 1189 fängslades hon av hans efterträdare, kung Tancred av Sicilien. På sin väg till Jerusalem under det tredje korståget 1190 begärde hennes bror Rickard I av England att hon överlämnades till honom med hela sin hemgift. Johanna sändes sedan av Rickard till Accra med sin svägerska Berengaria av Navarra. Rickard föreslog ett äktenskap med Saladins bror, Al-Adil, och att paret sedan skulle regera gemensamt över Jerusalem, men båda parter vägrade av religiösa skäl. Kung Filip II August av Frankrike föreslog äktenskap, men planerna realiserades inte. 
Hennes andra äktenskap var olyckligt på grund av makens brutalitet. År 1199 fick Johanna möta ett uppror av adeln mot maken under hans frånvaro medan hon var gravid. Hon lät då belägra slottet les Cassès, men misslyckades och tvingades fly. Hon fick beskydd hos sin mor i Rouen. Johanna bad om att få tillflykt i Fontevrault kloster, där hon avled i barnsäng och kläddes som nunna vid sin dödsbädd.